# Sam Francis
Samuel Lewis Francis (ur. 25 czerwca 1923 w San Mateo w Kalifornii, zm. 4 listopada 1994 w Santa Monica) – amerykański malarz. Jeden z głównych przedstawicieli action painting.

## Życiorys
Początkowo studiował botanikę i medycynę, a następnie historię sztuki. W latach 1943–1945 walczył na wojnie, został ranny i podczas rekonwalescencji zaczął malować.
W latach 1950–1961 mieszkał w Paryżu, gdzie tworzył prace w tonacji szarobiałej. Następnie jego twórczość zdominowała czerń. Wkrótce uległ wpływowi Henri Matisse’a. W 1957 wykonał polichromie dla Kunsthalle w Bazylei. Po 1957 podróżował często po Azji i do Meksyku.

## Twórczość
W malarstwie wypracował nową koncepcję przestrzeni – malarską, wewnętrzną i kosmiczną. W jego obrazach ważny jest kolor, plamy barwne występują na obrzeżach płótna lub tworzą kwadratowe pola. Niekiedy poddają się kompozycji, czasami jednak pozostają bezwładne, porozrzucane w przestrzeni.